# قلعة سردار (أرومية)
قلعة سردار هي قرية في مقاطعة أرومية، إيران. عدد سكان هذه القرية هو 387 في سنة 2006.